# Ireneusz Dobrowolski
Ireneusz Dobrowolski (ur. 30 kwietnia 1964 w Warszawie), Irek Dobrowolski – polski scenarzysta, reżyser i producent filmowy.

## Życiorys

### Młodość i wykształcenie
Urodził się w Warszawie w rodzinie o wielowiekowej tradycji patriotycznej. Ojciec – Leszek Dobrowolski, powstaniec warszawski ps. „Wrzos”, był bohaterem walk na Starym Mieście. Jest stryjecznym bratankiem autora słów hymnu powstania Warszawskie Dzieci – Stanisława Ryszarda Dobrowolskiego, autora książki o ich wspólnym przodku Jakubie Jasińskim. 
Ukończył XXVIII LO im. Jana Kochanowskiego w Warszawie, studiował na Wydziale Wiedzy o Teatrze warszawskiej PWST (obecnie Akademia Teatralna), był stypendystą Ministra Kultury na studiach reżyserskich w moskiewskim GiTiSIE i kijowskim KGITiK.

### Doświadczenie zawodowe
W roku 1989 rozpoczął pracę w Teatrze Telewizji TVP, gdzie zdał egzamin aplikancki filmem dokumentalnym Teatr i polityka. Dziady 1968. W roku 1991 rozpoczął działalność jako niezależny producent, pracując jednocześnie nad kolejnymi filmami swojego autorstwa. Najważniejszym osiągnięciem tego okresu była pierwsza, korporacyjna reklama PZU – historia jego autorstwa ze zdjęciami Pawła Edelmana. W roku 1996 rozpoczął współpracę z Canal+ Polska, stając się w roku 1997 szefem artystycznym stacji. W późniejszym okresie szefował działom artystycznym TVN (konsultant artystyczny), Wizja TV (szef oprawy i promocji), Fincast – Polcast (dyrektor artystyczny Tele5). 
Kolejnym ważnym wydarzeniem w jego karierze artystycznej była realizacja głośnego i wielokrotnie nagradzanego filmu dokumentalnego Portrecista o słynnym, a wcześniej nieznanym fotografie z Auschwitz – Wilhelmie Brasse. Film nie tylko przypisał autorstwo najważniejszym ikonom zagłady w niemieckim obozie koncentracyjnym, ale również odkrył słynne zdjęcie Czesi Kwoki, trzynastoletniej dziewczynki z Zamojszczyzny, zamordowanej przez Niemców zastrzykiem z fenolu, której historię opowiedział Brasse. Zdjęcie to stało się światową ikoną zagłady dzieci i inspiracją dla wielu artystów jak choćby dla Mariny Amaral. 
Kolejnym ważnym wydarzeniem był nowatorski film fabularny o powstaniu warszawskim Sierpniowe niebo. 63 dni chwały. Pomimo niejednoznacznego odbioru krytyki, film stał się kultowy dla wielu widzów. Sześć lat po premierze, fanpage filmu ma 320 tysięcy fanów – najwięcej ze wszystkich polskich filmów w historii. Klipy piosenek z filmu 63 dni chwały oraz Sierpniowe niebo mają łącznie ponad 9 milionów odsłon na kanale YouTube.
Wyreżyserował film dokumentalny o polskim artyście-rzeźbiarzu, Stanisławie Szukalskim, „Struggle – The Life and Lost Art of Szukalski” produkowany przez Leonardo DiCaprio i Annę Dobrowolską dla Netflix.
Obecnie pracuje nad polsko-amerykańską koprodukcją fabularną The Portraitist opartą na historii Wilhelma Brasse.

## Filmografia

### Film
- Książę – impresja filmowa, scenarzysta i reżyser (1985)
- Racja teatru – film dokumentalny o Irenie Byrskiej, współautor (1989)
- Znajomek z Fiesole – Teatr Telewizji – B.Wienawera w reż. E. Dziewoński, asystent reżysera (1990)
- Polonez – Teatr Telewizji – J.S.Sito reż. J. Sztwiernia, asystent reżysera (1990)
- Pułapka – Teatr Telewizji – T.Różewicz, reż St. Różewicz, asystent reżysera (1990)
- Becket czyli honor Boga – Teatr Telewizji – J. Anouilh, reż G. Warchoł, asystent reżysera (1990)
- Hubner – film dokumentalny o Zygmuncie Hubnerze, współautor (1990)
- W naszym domu – Teatr Telewizji – K.Karabasz, producent (1991)
- Pan Cogito – Teatr Telewizji – Z.Herbert, reż. Z.Zapasiewicz, producent (1991)
- Teatralna ballada – Teatr TV P. Jurek, reż. W. Komasa, producent (1992)
- Teatr i polityka. Dziady 1968 – scenarzysta i reżyser (1992)
- Teatr w telewizji – film dokumentalny o prapoczątkach gatunku, współautor, prowadzący narrację (1992)
- Tajemnice służewskiego wzgórza – reżyser i producent (1993)
- Tajemnice Gór Sowich – współreżyser i producent (1993)
- Gdzie jest Smolna – współreżyser i producent (1993)
- Intruz – Teatr Telewizji – Ł.Wylężałek, producent (1993)
- Marmur – Teatr Telewizji – J.Brodski, reż. A. Hofman, producent (1993)
- Ket Puzyna – film dokumentalny o Konstantym Puzynie, reżyser i producent (1993)
- Profesor – film dokumentalny o Zbigniewie Raszewskim, reżyser i producent (1993)
- Kościół w piekle – współreżyser z Arturem Hofmanem, producent (1994)
- Wokół Matki – reżyser i producent (1994)
- Zamek, kulisy odbudowy – reżyser i producent (1994)
- Horsztyński – Teatr Telewizji – według Juliusza Słowackiego w reżyserii Zbigniewa Zapasiewicza, producent (1995)
- Klinika małych stworzeń – scenarzysta i reżyser (2002)
- Portrecista – film dokumentalny o Wilhelmie Brasse – fotografie z Auschwitz, scenarzysta, reżyser i montażysta (2005)
- Spalony – film dokumentalny o Jacku Wilewskim, współscenarzysta, reżyser, autor zdjęć i montażysta (2005)
- Obcy VI – krótkometrażowy film fabularny, reż. B. Lankosz, producent (2009)
- Rachunek szczęścia – film dokumentalny o Stelli Czajkowskiej, reżyser według scenariusza Andrzeja Barta (2010)
- Śladami Graala – film dokumentalny o Jerzym Prokopiuku, scenarzysta, reżyser (2010)
- Ostatnia tajemnica Chopina – film dokumentalny, scenarzysta i reżyser (2011)
- Sierpniowe niebo. 63 dni chwały – film fabularny o rzezi Woli podczas Powstania Warszawskiego, scenarzysta, reżyser (2013)
- Walka: Życie i zaginiona twórczość Stanisława Szukalskiego, współscenarzysta i reżyser produkcji Leonardo DiCaprio i Anny Dobrowolskiej dla Netflixa (2018)

### Widowiska teatralne
- Za rok o tej samej porze – reż. M.Walczewski, producent w Teatrze Syrena
- Opentaniec – pierwszy polski show taneczny, wystawienie premierowe w Teatrze Wielkim w Warszawie, autor libretta
- Modus creati – musical eventowy wystawienie premierowe w Teatrze Wielkim w Warszawie, reżyser, autor libretta i inscenizacji
- Razem możemy więcej – musical eventowy wystawienie premierowe w Teatrze Wielkim w Warszawie, autor libretta i inscenizacji

### Kampanie społeczne
- PZH – Diman, przyjaciel przedszkolaka
- CPK – Dom to nie ring. Koniec z prawem pięści
- PFRON – Wielka gala integracji
- PFRON – Płytka wyobraźnia to kalectwo – wznowienie kampanii, autor nowych spotów
- PSP – Stres pod kontrolą

### Teledyski
- Kazik – Łysy jedzie do Moskwy
- Georgina – Pierwszy raz
- Myslovitz – Kraków
- Drum freaks – Smyrna

## Nagrody i nominacje
Za film dokumentalny Portrecista z 2005 roku:
- Międzynarodowe dni filmu dokumentalnego Rozstaje Europy – Lublin, Kwiecień 2006 – Nagroda Jury Studenckiego za prostotę oraz spójność formy i treści, a także za zdjęcia odkrywające nieznane oblicze dobrze znanego tematu.

- Międzynarodowy Festiwal Filmowy Żydowskie Motywy – Maj 2006 – Grand Prix Złoty Warszawski Feniks oraz Nagroda Publiczności
- DeReel Independent Award – Victoria, Australia, Maj 2006 – nagroda dla najlepszego filmu dokumentalnego
- 46. Krakowski Festiwal Filmowy – Czerwiec 2006 – Nagroda Główna Srebrny Lajkonik
- 12th International Shanghai TV Festiwal – Czerwiec 2006 – Grand Prix
- Humanity in the World – Sztokholm, 2007 – Grand Prix
- Brama Niepodległości – nagroda festiwalu Praca i Godność w Gdańsku
- Nominacja w kategorii Magnolia Award w Szanghaju dla najlepszego historycznego I biograficznego filmu dokumentalnego